# Santa Eufemia del Arroyo
Santa Eufemia del Arroyo is een gemeente in de Spaanse provincie Valladolid in de regio Castilië en León met een oppervlakte van 24,78 km². Santa Eufemia del Arroyo telt 99 inwoners (1 januari 2016).

## Demografische ontwikkeling
Bron: INE, 1857-2011: volkstellingen